# Андицький потік
Андицький потік (словац. Andický potok) — річка в Словаччині, ліва притока Вагу, протікає в окрузі Ліптовський Мікулаш.
Довжина приблизно 3.2-4.3 км. Витік знаходиться в масиві Підтатранська улоговина (геоморфологічна підодиниця Ліптовська улоговина — частина Ґалованські гаї) — на висоті близько 640 метрів. Протікає територією міста Ліптовський Мікулаш (міські частини Андіце і Палудзка).
Впадає у Ваг на висоті приблизно 565-570 метрів.